# Inimă rece (film din 1950)
Inimă rece (titlul original în germană Das Kalte Herz) este un film de basm, dramatic est-german, realizat în 1950 de regizorul Paul Verhoeven, după basmul omonim al scriitorului Wilhelm Hauff, protagoniști fiind actorii Lutz Moik, Hanna Rucker, Paul Bildt și Erwin Geschonneck.

## Conținut
În inima Pădurii Negre, muncitorul de la bocșa de produs cărbuni de lemn, Peter Munk, s-a săturat să fie doar un cărbunar murdar și sărac. Își dorește să fie la fel de bogat ca plutașul cel gras, Ezechiel. Când a vrut să se căsătorească cu frumoasa Lisbeth, a devenit conștient de sărăcia sa și a cerut ajutor Omulețului-de-sticlă, numit „Schatzhauser”, spiritul bun al pădurii. Schatzhauser era un fel de paznic și administrator al comorilor atât materiale, fie ele bani, bijuterii sau aur, cât și a celor sufletești. Conform unei vechi tradiții, acesta îndeplinește trei dorințe unui om norocos care îl întâlnește și îi recită un anumit vers. Entuziasmat, Peter pornește la drum prin pădurea deasă în căutare lui. Omulețul-de-sticlă îi îndeplinește dorințele, la început doar două, deși este dezamăgit de lipsa de cumpătare a lui Peter la alegerea lor: să danseze mai bine decât Hannes, să aibe tot atâția bani în buzunar când merge la han, câți are Ezechiel. În plus i-a mai cerut să aibă un atelier de sticlărie propriu.  
În han, la un joc de zaruri cu bogatul Ezechiel, Peter câștigă toți banii acestuia. Când Peter cu buzunarul plin vrea să plece, Ezechiel îi propune să-i împrumute câțiva taleri și să mai joace o partidă, neacceptând că un sărăntoc ca el poate să învingă. Peter acceptă dar când bagă mâna în buzunar după bani, nu găsește nici un taler. Amintindu-și brusc de dorința exprimată Omulețului-de-sticlă de a avea tot atâția bani cât Ezechiel, ca dovadă că nu-i mai are, râzând întoarce buzunarele pe dos. drept urmare este azvârlit afară ca un șarlatan. Furios pe Schatzhauser, Peter aleargă din nou în codrul de brazi, de data asta să-l caute pe Michel Olandezul, un uriaș cu o cicatrice mare pe față și cu un ochi de sticlă, care se zicea că zmulge inimile oamenilor și le înlocuiește cu una de piatră. Astfel îi oferă lui Peter în schimbul inimi, bogății și prestigiu, iar acesta acceptă târgul.
Inima rece a lui Peter îl face să fie insensibil la orice sentiment. Este tot mai mult interesat doar de afaceri și de bani, fiind ostil chiar furios pe sămani și cerșetori. Într-o zi o doboară cu ciomagul chiar pe soția sa Lisbeth, care l-a chemat în casă pe un om amărât oferindu-i de-ale gurii și o cupă de vin, nebăgând în seamă că acesta este Omulețul-de-sticlă travestit în om sărac. Abia după acest moment a devenit clar cărbunarlui Peter cum s-a schimbat. A căzut pe gânduri și-a adus aminte cum a fost el altădată și cât de mult a iubit-o pe Lisbeth.
Din nou Peter îl caută pe Omulețul-de-sticlă în codrul des. De data asta speră că îi va împlini a treia dorință. Acesta îi refuză îndeplinirea dorinței cât are inima de piatră, sugerându-i că ar face mai bine să-și dorească rațiune. Cu un șiretlic Peter recuperează de la Michel Olandezul inima sa, spunându-i că el are încă inima sa și că l-a înșelat. Să dovedească contrariul, Uriașul trebuie să-i dea inima înapoi ca să simtă diferența. Indignat de această acuzare, Michel cade de acord, iar Peter fuge cu inima sa.
Acum lui Peter îi revin simțămintele își dă seama ce a făcut cu nevastă-sa și regretă cu durere moartea ei. Omulețul-de-sticlă laudă acest sentiment al lui și îi îndeplinește ultima sa dorință de a reface totul cum a fost la început. La scurt timp, Peter aude o voce cunoscută, care îl cheamă. Uitându-se în jur, o zărește pe Lizbeth a lui, cu care apoi pleacă mână în mână spre un nou viitor.

## Distribuție
- Lutz Moik – Peter Munk
- Hanna Rucker – Lisbeth
- Paul Bildt – Omulețul-de-sticlă, numit „Schatzhauser”
- Erwin Geschonneck – Michel Olandezul
- Paul Esser – Ezechiel
- Lotte Loebinger – mama lui Peter Munk
- Alexander Engel – Lisbeths Oheim
- Hannsgeorg Laubenthal – Hannes
- Karl Hellmer – maistrul Anton
- Walter Tarrach – Amtmann
- Eva Probst – Bärbel
- Herbert Kiper – Hochzeitslader
- Karl Heinz Deickert – Elias
- Egon Brosig – vorbitorul din Amsterdam
- Bernhard Goetzke – țăranul sărac la carusel
- Willy Prager – un țăran sărac
- Friedrich Maurer – vânzătorul de șnaps
- Franz Weber – vânzătorul de cărți
- Heinz Voß – ucenicul de la sticlărie
- Charles Hans Vogt – negustorul de lemne
- Renée Stobrawa – hangița din Köln
- Elfie Dugal – prietena
- Walter E. Fuß – un arcaș

## Lansare
Filmul Inimă rece a avut premiera în RDG pe data de 8 decembrie 1950.
În România premiera filmului a avut loc la data de 12 ianuarie 1952 la cinematografele „Patria”, „București”, „1 Mai”, „23 August”, „Alex. Sahia”, „Gh. Doja”, „Libertatea” și „Arta” din capitală.

## Literatură
- Hauff, Wilhelm, Inimă rece, București, 1957: Editura Tineretului, Colecția Biblioteca Scolarului, 76 pag.